# Barrage de Yusufeli
 (octobre 2024).
Le barrage de Yusufeli est un barrage-voûte sur la rivière Çoruh près de Yusufeli dans la province d'Artvin dans la région orientale de la mer Noire en Turquie. Il fait partie du plan de développement de la rivière Çoruh, qui prévoit la construction de 13 barrages. Son objectif principal est la production d'énergie hydroélectrique. La capacité totale installée prévue est de 540 MW. En raison de son impact prévu sur la biodiversité et des relocalisations de populations locales, le barrage fait l'objet de controverses.
La première pierre a été posée le 26 février 2013 lors d'une cérémonie à laquelle ont assisté Veysel Eroğlu, ministre des Forêts et des Eaux, et Faruk Çelik, ministre du Travail et de la Sécurité sociale. Les coûts initiaux étaient estimés à 487 millions de ₺ (environ 270 millions de dollars américains). Le coût final s'élèvera en fait à 34 milliards de ₺ (soit 1,8 milliard de dollars américains),,. La date d'ouverture du barrage était initialement fixée au 29 mai 2018. En 2018, la date d’ouverture prévue a été repoussée à 2021 et le barrage est devenu opérationnel fin 2022. En 2023, le barrage de Yusufeli est le plus haut barrage de Turquie et le 9e plus haut barrage du monde.

## Histoire
Les premières études sur le barrage de Yusufeli ont été réalisées dans les années 1970. Le projet est inclus dans le plan directeur de développement hydroélectrique de la rivière Coruh en 1982. Le rapport de faisabilité a été achevé en 1986 et le projet a été ajouté au plan national en 1997.

## Conception
Situé à 70 km au sud-ouest d'Artvin, le Yusufeli est un barrage-voûte à double courbure. Sa hauteur est de 270 mètres (en prenant en compte les fondations) et de 223 mètres à partir du talweg de la rivière (point le plus bas du lit de la rivière). Sa longueur de crête est de 490 mètres et sa largeur de crête de 15 mètres. Il est composé de 3,95 millions de mètres cubes de béton
</ref>,.
La crête du barrage se situe à une altitude de 715 mètres au-dessus du niveau de la mer tandis que le niveau de fonctionnement normal de son réservoir est à une altitude de 710 mètres. Le réservoir peut atteindre 712 mètres maximum et atteindre 670 mètres minimum. La superficie du réservoir est de 33 km2. Le volume total de stockage du barrage est d'environ 2,2 milliards de mètres cubes.
Le barrage dispose d'une centrale électrique souterraine de dimensions 110 × 24 × 55 m. Andritz Hydro a été choisi comme fournisseur de turbines pour le projet hydroélectrique. La centrale est constituée de trois unités de turbines Francis, chacune d'une capacité nominale de 186 MW.
Les activités de conception ont été réalisées par Su-Yapi Engineering and Consulting Inc.
La construction a été réalisée par un consortium composé de Limak Holding - Cengiz Holding -Kolin,,,.

## Impacts sur la biodiversité
Les impacts potentiels du barrage de Yusufeli sur la biodiversité sont les suivants :
- Impact négatif sur 21 espèces végétales menacées répertoriées au niveau national (y compris Iris taochia ), dont toutes sauf une sont endémiques à la Turquie[16]. Parmi ces espèces menacées, 2 taxons sont limités à Yusufeli et ses environs, 8 sont limités à la vallée de Çoruh et 6 à la région d' Artvin - Erzurum . Le Livre rouge turc des plantes souligne que parmi ces espèces, 7 sont en danger critique d'extinction, 5 sont en voie de disparition et 9 sont vulnérables[17]
- Impact négatif sur 12 espèces de mammifères menacées répertoriées au niveau national, notamment la chèvre sauvage ( Capra aegagrus ), le chamois ( Rupicapra rupicapra ), l'écureuil de Perse ( Sciurus anomalus ), le loir forestier ( Dryomys nitedula ), l'ours brun ( Ursus arctos ), le blaireau d'Eurasie ( Meles meles ), le loup gris ( Canis lupus ), le rhinolophe méditerranéen (Rhinolophus euryale ), le petit rhinolophe ( Rhinolophus hipposideros ), le grand murin ( Myotis myotis ), le murin de Schreiber ( Miniopterus schreibersii ) et la pipistrelle ( Pipistrellus pipistrellus ). Parmi ces espèces, la chauve-souris méditerranéenne et la chèvre sauvage sont inscrites sur la Liste rouge des espèces menacées de l'UICN.
- Impact négatif sur deux espèces de poissons menacées à l’échelle nationale, le saumon de la mer Noire ( Salmo trutta labrax ) et la truite brune ( Salmo trutta macrostigma ). La construction du barrage Yusufeli et d'autres ouvrages va entraver la migration du saumon de la mer Noire. Les populations existantes de poissons seront affectées négativement par la construction du barrage et les populations de six autres espèces pourraient ne pas se rétablir en raison de la réduction de l’habitat des ruisseaux et des rivières nécessaire à la reproduction.
- Impact négatif de 5 espèces de papillons et 1 espèce de libellule rares au niveau régional ( Polyommatus poseidon, Pseudophilotes vicrama, Pyrgus cirsii, Scolitantides orion, Thymelicus acteon et Onychogomphus assimilis ) dont 2 sont inscrites sur la Liste rouge de l'UICN : Pyrgus cirsii et Onychogomphus assimilis[18].

| Espèce                                  | Endémique | Niveau de menace                | Répartition en Turquie      |
| --------------------------------------- | --------- | ------------------------------- | --------------------------- |
| Reseda globosa                          | Non       | En danger critique d'extinction | Vallée de Coruh             |
| Lathyrus woronowii                      | Endémique | En danger critique d'extinction | Vallée de Coruh             |
| Ferula mervinii                         | Endémique | En danger critique d'extinction | Yusufeli & environs         |
| Anthemis calcarea var calcarea          | Endémique | En danger critique d'extinction | Artvin-Erzurum              |
| Anthemis calcarea var discoidea         | Endémique | En danger critique d'extinction | Artvin-Erzurum              |
| Centaurea straminicephala               | Endémique | En danger critique d'extinction | Vallée de Coruh             |
| Centaurea leptophylla                   | Endémique | En danger critique d'extinction | Yusufeli & environs         |
| Clypeola raddeana                       | Endémique | En danger                       | Vallée de Coruh             |
| Morina persica var decussatifolia       | Endémique | En danger                       | Artvin-Erzurum              |
| Campanula troegerae                     | Endémique | En danger                       | Artvin-Erzurum              |
| Verbascum gracilescens                  | Endémique | En danger                       | Vallée de Coruh             |
| Asperula virgata                        | Endémique | En danger                       | Vallée de Coruh             |
| Acer divergens var divergens            | Endémique | Vulnérable                      | Vallée de Coruh             |
| Sempervivum staintonii                  | Endémique | Vulnérable                      | Vallée de Coruh             |
| Seseli andronakii                       | Endémique | Vulnérable                      | Artvin-Erzurum              |
| Bupleurum brachiatum                    | Endémique | Vulnérable                      | Moyen & Est de la mer Noire |
| Bupleurum schistosum                    | Endémique | Vulnérable                      | Vallée de Coruh             |
| Centaurea pecho                         | Endémique | Vulnérable                      | Est de la mer Noire         |
| Centaurea hedgei                        | Endémique | Vulnérable                      | Artvin-Erzurum              |
| Linaria genistifolia subsp artivinensis | Endémique | Vulnérable                      | Vallée de Coruh             |
| Iris taochia                            | Endémique | Vulnérable                      | Est de la mer Noire         |